# Опсада Дордоње
Опсада Дордоње била је једна од најмањих битака стогодишњег рата и водила се у јесен 1373. године.
Војвода од Ланкастера, Џон од Гента је у лето 1373. године стигао у Кале, где је до августа скупљао војску. За то време успео је да скупи 9 000 људи. Џон се у овој кампањи показао као врло храбар. Војска се убрзо уморила, али и поред умора највећи проблем је била глад. Џон је кренуо источно од Париза, кроз Шампању према Бургундији. Пљачкаши градове и села убрзо је дошао до веома утврђене области Дордоње, где је убрзо почео опсаду тамошњих градова. У децембру међу војском се појавила куга па је Џон на велику радост војника наредио повлачење, али повлачење није прошло како треба, пошто је војска умирала од хладноће и од напада Француза. Већ 14. децембра Џон је са мање од 2 000 војника стигао у Бордо, где се војска опоравила. Војска није хтела нити је била у стању да брани Аквитанију, па је већ у априлу 1374. са Џоном отпловила кући.